# David Koigen
 (mars 2022).
La mise en forme du texte ne suit pas les recommandations de Wikipédia : il faut le « wikifier ».
Les points d'amélioration suivants sont les cas les plus fréquents :
- Les titres sont pré-formatés par le logiciel. Ils ne sont ni en capitales, ni en gras.
- Le texte ne doit pas être écrit en capitales (les noms de famille non plus), ni en gras, ni en italique, ni en « petit »…
- Le gras n'est utilisé que pour surligner le titre de l'article dans l'introduction, une seule fois.
- L'italique est rarement utilisé : mots en langue étrangère, titres d'œuvres, noms de bateaux, etc.
- Les citations ne sont pas en italique mais en corps de texte normal. Elles sont entourées par des guillemets français : « et ».
- Les listes à puces sont à éviter, des paragraphes rédigés étant largement préférés. Les tableaux sont à réserver à la présentation de données structurées (résultats, etc.).
- Les appels de note de bas de page (petits chiffres en exposant, introduits par l'outil «  Source ») sont à placer entre la fin de phrase et le point final[comme ça].
- Les liens internes (vers d'autres articles de Wikipédia) sont à choisir avec parcimonie. Créez des liens vers des articles approfondissant le sujet. Les termes génériques sans rapport avec le sujet sont à éviter, ainsi que les répétitions de liens vers un même terme.
- Les liens externes sont à placer uniquement dans une section « Liens externes », à la fin de l'article. Ces liens sont à choisir avec parcimonie suivant les règles définies. Si un lien sert de source à l'article, son insertion dans le texte est à faire par les notes de bas de page.
- La présentation des références doit suivre les conventions bibliographiques. Il est recommandé d'utiliser les modèles {{Ouvrage}}, {{Chapitre}}, {{Article}}, {{Lien web}} et/ou {{Bibliographie}}. Le mode d'édition visuel peut mettre en forme automatiquement les références.
- Insérer une infobox (cadre d'informations à droite) n'est pas obligatoire pour parachever la mise en page.

Pour une aide détaillée, merci de consulter Aide:Wikification.
Si vous pensez que ces points ont été résolus, vous pouvez retirer ce bandeau et améliorer la mise en forme d'un autre article.
David Koigen (né le 28 octobre 1879 à Verkhnyaki près de Starokonstantinov, aujourd'hui en Ukraine ; mort le 7 mars 1933 à Berlin) est un sociologue russo-allemand.

## Biographie
Cette section ne s'appuie pas, ou pas assez, sur des sources secondaires ou tertiaires indépendantes du sujet.

Pour l'améliorer, ajoutez-en, ou placez des modèles {{Source secondaire souhaitée}} ou {{Source secondaire nécessaire}} sur les passages mal sourcés. (juin 2022)
Issu d'une famille juive, David Koigen fréquente l'école juive publique de Starokonstantinow, puis le lycée de Nemirow et d'Odessa, où il rencontre des animateurs de milieux révolutionnaires (notamment Union générale des travailleurs juifs en Lituanie). Menacé d'arrestation par la police tsariste, il fuit à Paris en 1896. Il étudie ensuite à Paris, Berne, Zurich, Munich et Berlin. En 1901, il reçoit son doctorat à l'université de Berne, sa thèse portant sur l'histoire et la philosophie du jeune Hegel. De 1903 à 1912, il travaille comme chercheur privé (Privatgelehrter) à Berlin.
Il publie successivement "Die Kulturanschauung des Sozialismus" (1903), "Ideen zur Philosophie der Kultur" (1910) et "Die Kultur der Demokratie" (1912). Le social-démocrate Eduard Bernstein devient son mentor. En 1912, il retourne dans l'Empire russe, à Saint-Pétersbourg, où il enseigne comme professeur privé à l'université et publie dans l'hebdomadaire Westnik kultury i politiki [Messager de la culture et de la politique].
La Première Guerre mondiale le retient à Petrograd, où en 1917 il fonde la « Société pour l'étude de la révolution russe ». En mai 1918, déçu de la tournure que prend la révolution, il accepte la citoyenneté ukrainienne et se rend à Kiev, alors capitale de la République populaire ukrainienne. De l'été 1918 à la fin de 1920, il travaille comme professeur de philosophie et de sociologie à l'université de Kiev.
De 1921 jusqu'à sa mort, il travaille comme chercheur privé à Berlin, donnant des conférences et postulant en vain dans diverses universités. En 1925, il fonde magazine Ethos avec le pédagogue Franz Hilker et le psychologue Fischl Schneersohn.

## Œuvres (liste non exhaustive)
- Zur Vorgeschichte des modernen philosophischen Socialismus in Deutschland: zur Geschichte der Philosophie und Socialphilosophie des Junghegelianismus (Berner Studien zur Philosophie und ihrer Geschichte 26), Berne, Sturzenegger 1901.
- Die Kulturanschauung des Sozialismus. Ein Beitrag zum Wirklichkeits-Idealismus (Vorwort von Eduard Bernstein), Berlin, Dümmler 1903.
- Ideen zur Philosophie der Kultur, München, Leipzig: Müller 1910.
- Die Kultur der Demokratie. Vom Geiste des volkstümlichen Humanismus und vom Geiste der Zeit, Iena, Diederichs 1912.
- Der moralische Gott. Eine Abhandlung über die Beziehungen zwischen Kultur und Religion, Berlin, Jüdischer Verlag 1922.
- Apokalyptische Reiter. Aufzeichnungen aus der jüngsten Geschichte, Berlin, Reiss, 1925 (autobiographie).